# Comuna Voloseanka, Velîkîi Bereznîi
Voloseanka (în ucraineană Волосянка) este o comună în raionul Velîkîi Bereznîi, regiunea Transcarpatia, Ucraina, formată din satele Luh și Voloseanka (reședința).

## Demografie
Componența lingvistică a comunei Voloseanka
     Ucraineană (99,62%)
     Alte limbi (0,38%)
Conform recensământului din 2001, majoritatea populației comunei Voloseanka era vorbitoare de ucraineană (99,62%), existând în minoritate și vorbitori de alte limbi.